# Mittelfranken
Mittelfranken nằm ở vùng Franken, thuộc bang Bayern vừa là một tỉnh và cũng là một vùng hành chính. Nó nằm ở phía tây bắc Bayern và có ranh giới với Baden-Württemberg cũng như với các vùng hành chính khác của Bayern như Oberbayern, Oberfranken, Unterfranken, Schwaben và Oberpfalz.
Cơ sở hành chính tỉnh cũng như của vùng hành chính là thành phố Ansbach. Thành phố lớn nhất là Nürnberg.
Tên Mittelfranken, cũng tương tự như trong trường hợp Ober- và Niederbayern, đặt theo vị trí của nó với dòng sông Main (Oberfranken nằm ở thượng lưu, Unterfranken hạ lưu còn Mittelfranken nằm ở trung lưu). Lối đặt tên bắt đầu từ hiến pháp 1808 của vương quốc Bayern được viết bởi Công tước Montgelas, bắt chước theo kiểu nước Pháp, lấy dòng sông làm chuẩn.